# 栃木県道・群馬県道38号足利千代田線
栃木県道・群馬県道38号足利千代田線（とちぎけんどう・ぐんまけんどう38ごう あしかがちよだせん）は、栃木県足利市から群馬県邑楽郡千代田町に至る県道（主要地方道）である。

## 概要
本県道は、栃木県足利市の中心市街地から南進し、群馬県太田市を経て邑楽郡大泉町からはほぼ利根川沿いに南東に進み、千代田町までを結ぶ道路である。足利市内は市街地および郊外の住宅地の中を通っており、太田市内では市東部の田園地帯を通過する。

### 路線データ
- 起点：栃木県足利市通2丁目（通2丁目交差点＝栃木県道67号桐生岩舟線・栃木県道116号足利市停車場線・栃木県道208号飛駒足利線交点）[注釈 1]
- 終点：群馬県邑楽郡千代田町上中森（上中森交差点＝群馬県道20号足利邑楽行田線・群馬県道306号上中森鴻巣線・群馬県道368号上中森川俣停車場線交点）[注釈 2]
- 重要な経過地：太田市[2]、邑楽郡大泉町[2]
- 総延長：19.5969 km（栃木県区間 : 4.601 km[3]、群馬県区間 : 14.9959 km[4]）
- 実延長：19.4889 km（栃木県区間 : 4.601 km[3]、群馬県区間 : 14.8879 km[4]）

## 歴史
- 1959年（昭和34年）9月18日：群馬県より現・道路法に基づき、前身路線にあたる群馬県道赤岩大泉線（邑楽郡千代田村大字赤岩 - 同郡大泉町大字下小泉、整理番号219）が路線認定される[5]。
  - 同日、前身路線にあたる県道小泉忍線（邑楽郡大泉町 - 同郡千代田村大字赤岩〈埼玉県界〉、整理番号219）が路線廃止される[6]。
- 1983年（昭和58年）
  - 1月17日：栃木県区間が認定される[3]。
  - 1月17日：群馬県区間が、県道足利千代田線（〈栃木県足利市〉 - 太田市 - 邑楽郡大泉町 - 千代田町、整理番号62）として路線認定される[4][2]。
    - 同日、前身路線にあたる群馬県区間の県道足利大泉線（栃木県足利市 - 邑楽郡大泉町、整理番号126）、県道赤岩大泉線（邑楽郡千代田町大字赤岩 - 大泉町大字下小泉、整理番号294号）が廃止される[7]。
- 1993年（平成5年）5月11日：建設省から、県道足利千代田線が足利千代田線として主要地方道に指定される[8]。

## 路線状況

### 通称
- 中橋通り

### 重複区間
- 栃木県道116号足利市停車場線（起点 - 足利市南町・足利市駅）

### 交差する河川
- 渡良瀬川（中橋、足利市通2丁目 - 南町・東武駅北交差点）
- 三栗谷用水（瀧宮橋、足利市朝倉町3丁目 - 朝倉町/堀込町）
- 矢場川（両毛橋、足利市堀込町- 藤本町）
- 藤川用水（韮川橋、太田市沖之郷町 - 龍舞町）
- 名称不明（神明橋、太田市龍舞町）
- 利根加用水（監物橋、千代田町舞木）
- 五箇川（堰堤橋、千代田町上五箇）

## 地理

### 通過する自治体
- 栃木県
  - 足利市
- 群馬県
  - 太田市
  - 邑楽郡
    - 大泉町
    - 千代田町

### 交差する道路

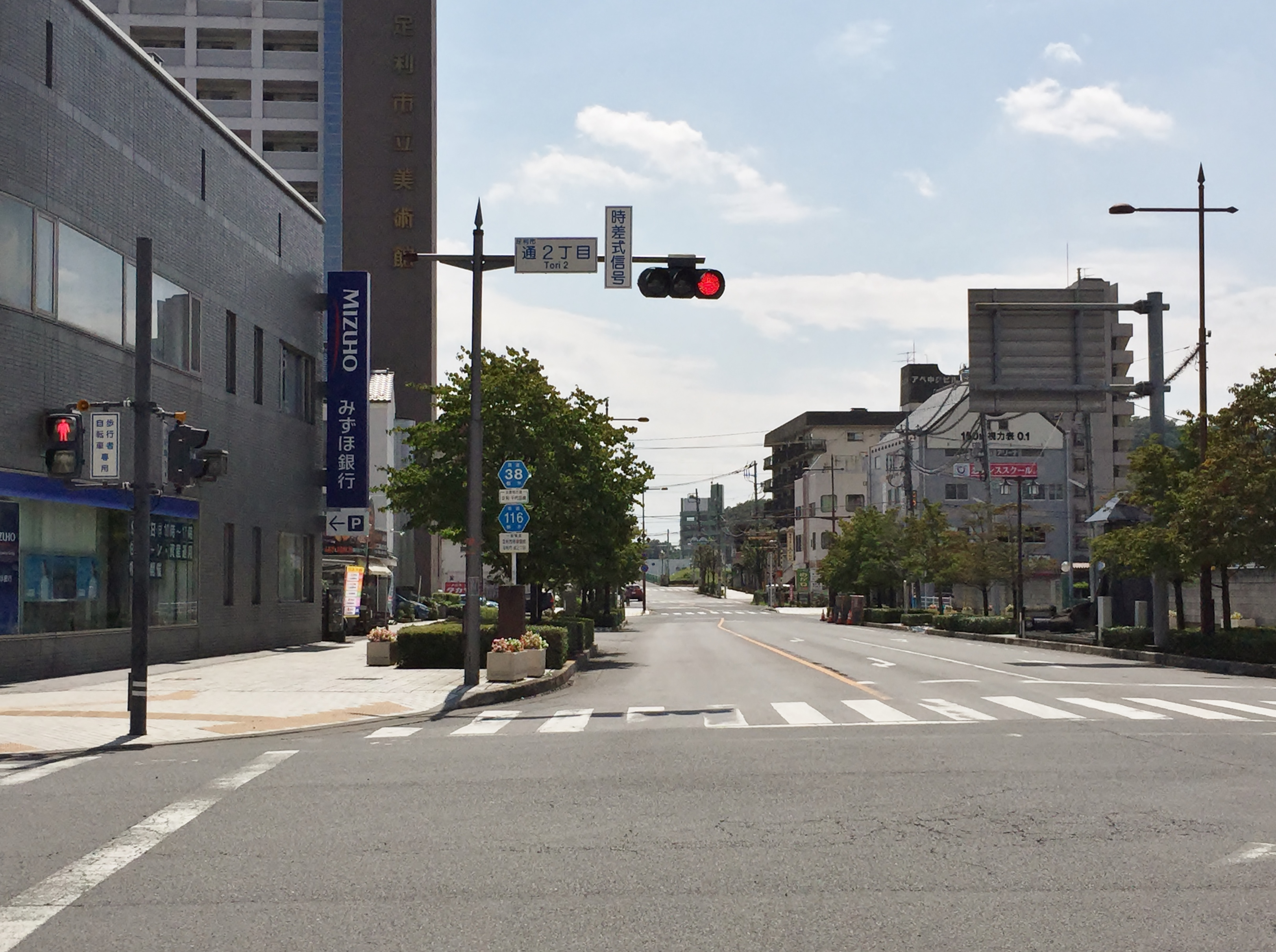
足利市・通2丁目交差点
（起点、2015年9月）
県道116号と県道208号の終点でもある。ここから南町まで県道116号と重複

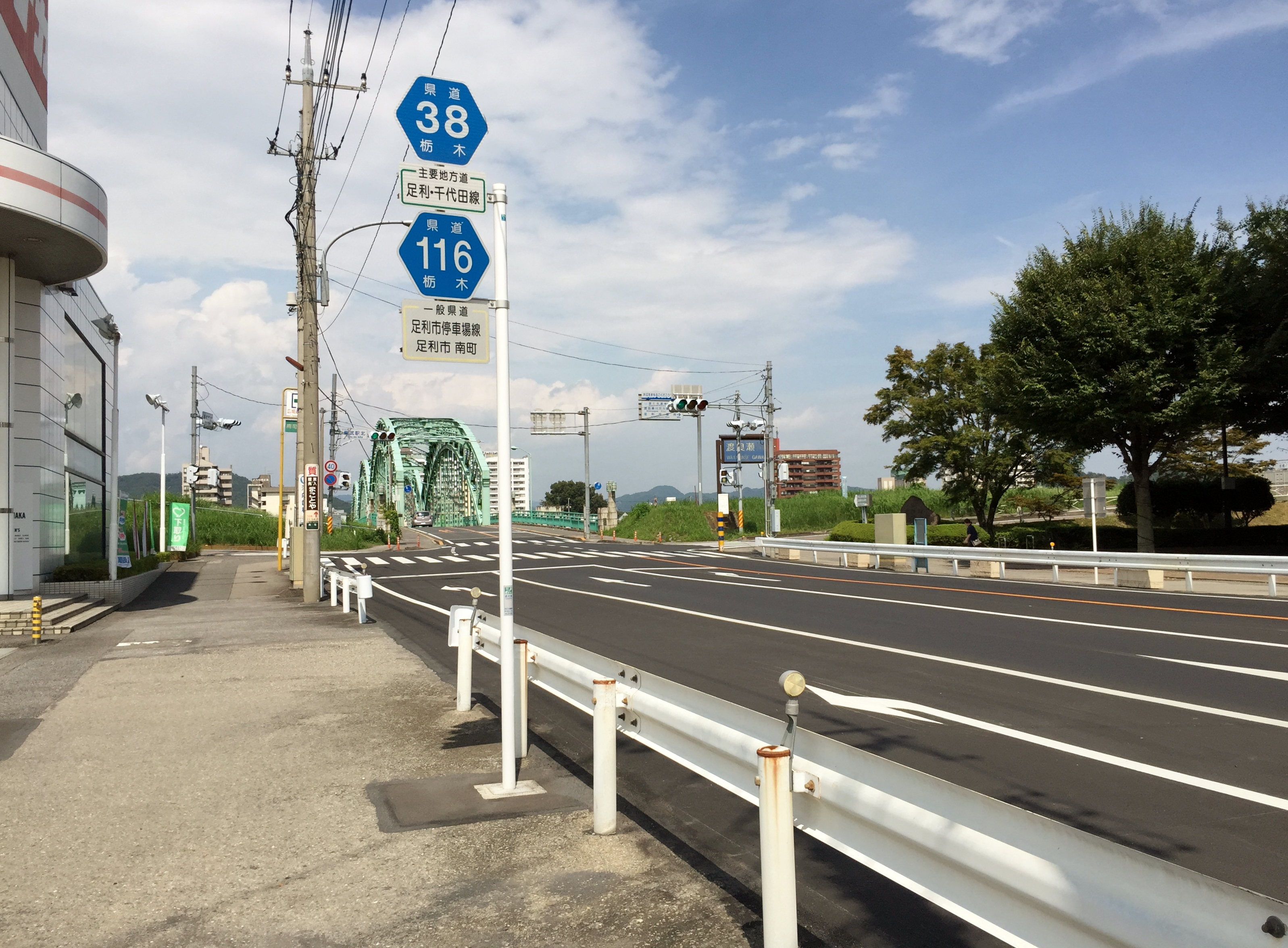
足利市南町（2015年5月）
中橋・足利市街（起点）方面を望む。

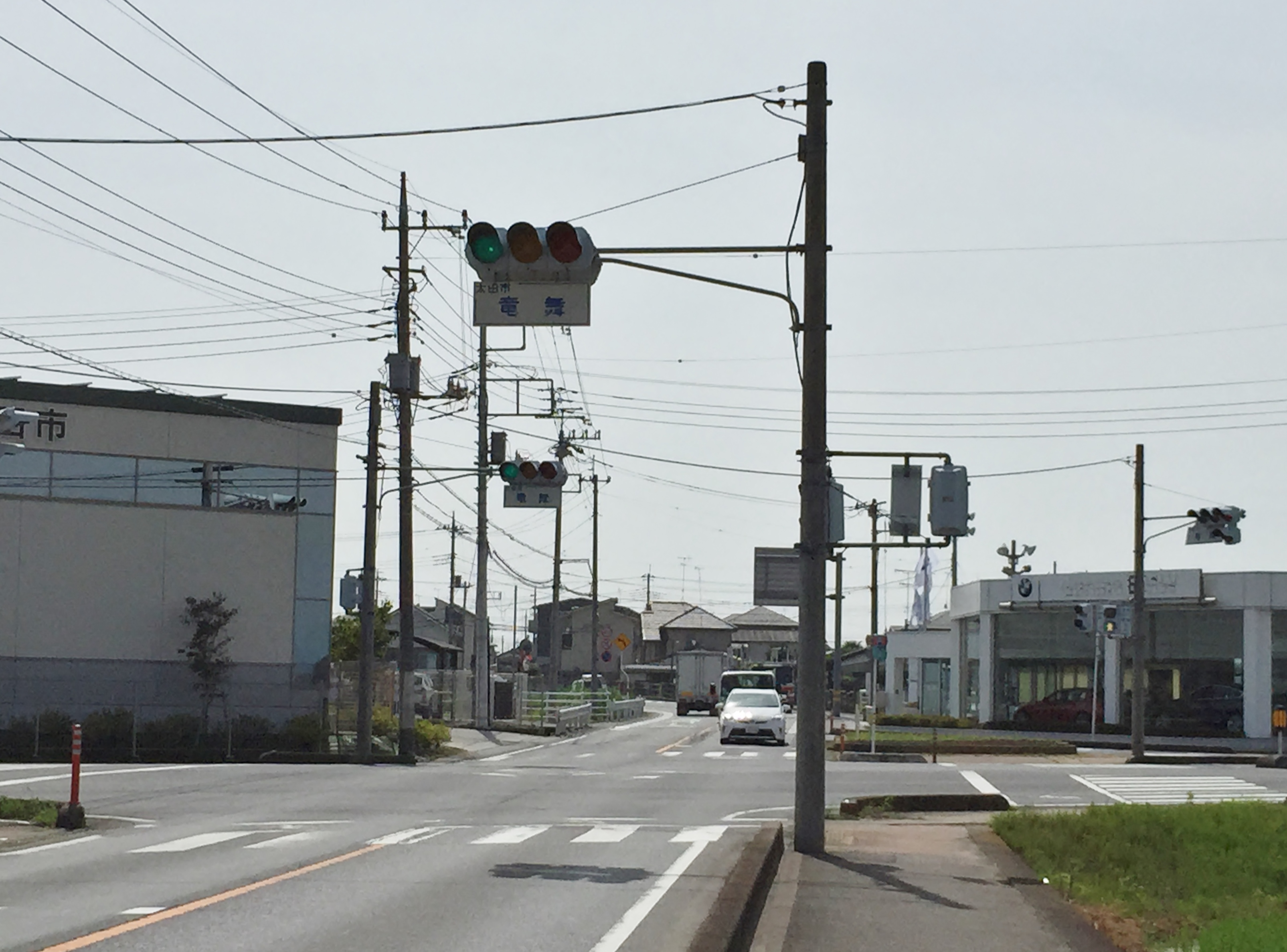
太田市・竜舞交差点（2015年7月）
千代田方面を望む

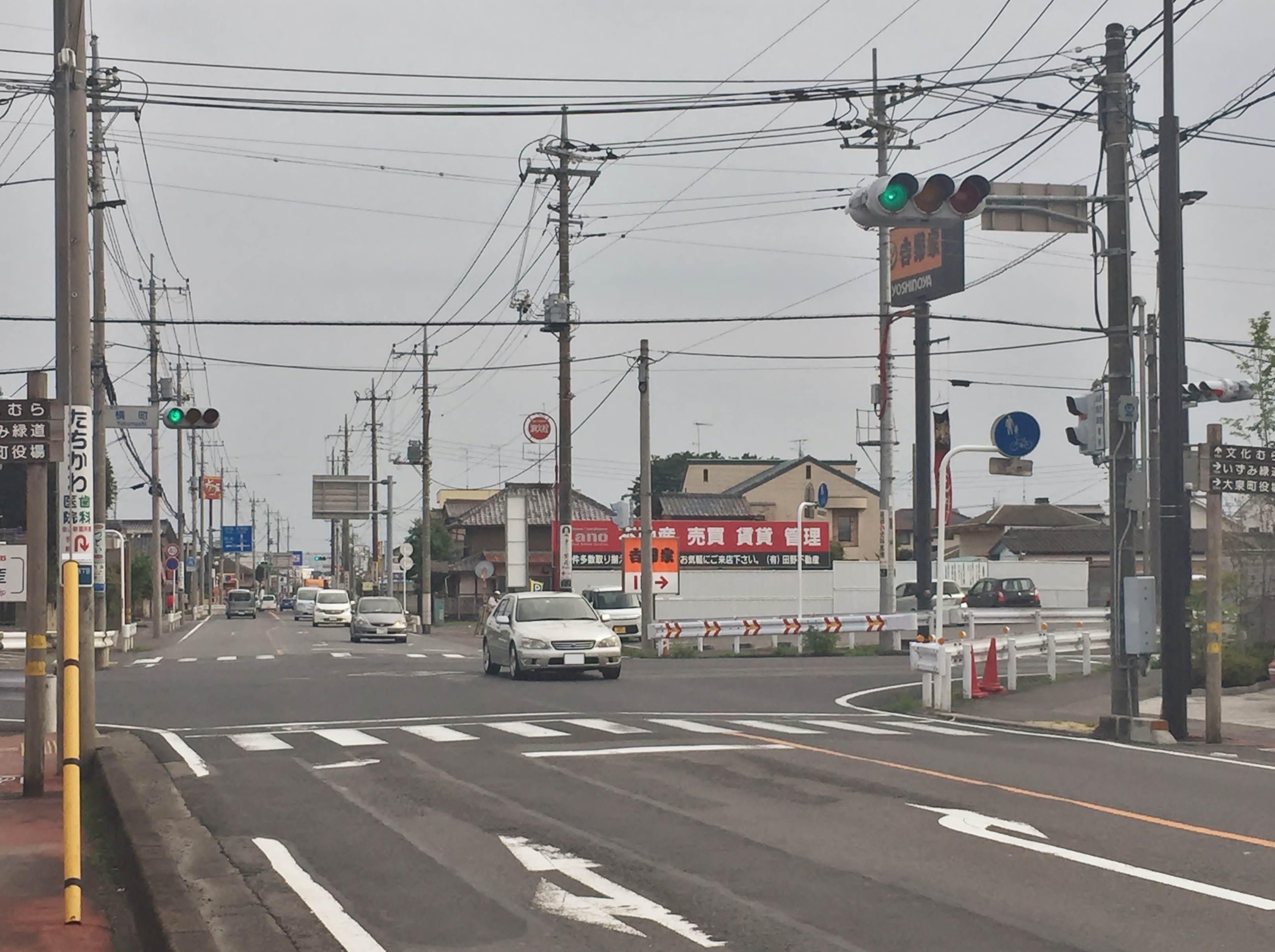
大泉町・横町交差点（2015年7月）
千代田方面を望む

- 栃木県道67号桐生岩舟線・栃木県道208号飛駒足利線（起点、栃木県道116号足利市停車場線終点）
- 栃木県道116号足利市停車場線（足利市南町）
- 栃木県道40号足利環状線（足利市八幡町1丁目/朝倉町3丁目・朝倉町3丁目交差点）
- 国道50号（足利市堀込町・堀込町交差点）
- 栃木県道128号佐野太田線（足利市堀込町・堀込町南交差点）
- 国道122号（太田市龍舞町・竜舞交差点[9]）
- 群馬県道2号前橋館林線（太田市龍舞町・竜舞十字路交差点）
- 国道354号（太田市龍舞町/大泉町北小泉2,4丁目）
- 群馬県道313号太田大泉線（大泉町北小泉2,3,4丁目・大泉高校前交差点）
- 群馬県道142号綿貫篠塚線（大泉町中央1,2,3丁目・横町交差点）
- 群馬県道361号矢島大泉線（大泉町中央1,2丁目・西宮神社東交差点）
- 群馬県道314号古戸館林線（千代田町新福寺・新福寺交差点）
- 群馬県道152号赤岩足利線（千代田町赤岩・赤岩交差点）
- 群馬県道83号熊谷館林線（千代田町赤岩・赤岩東交差点）
- 群馬県道20号足利邑楽行田線（群馬県道306号上中森鴻巣線 重複）・群馬県道368号上中森川俣停車場線（終点）

### 沿線にある施設など
- 足利市立美術館（足利市通2丁目）
- 足利市駅（東武伊勢崎線）（足利市南町）
- 足利市民プラザ（足利市朝倉町）
- 滝の宮団地（足利市堀込町）
- 足利市立南小学校（足利市堀込町）
- 堀込薬師（宝性寺）（足利市堀込町）
- 群馬県立大泉高等学校（大泉町北小泉2丁目）
- 町営間之原団地（大泉町北小泉3丁目）
- 小泉町駅（東武小泉線）（大泉町城之内2丁目）
- 大泉町文化むら（大泉町朝日5丁目）
- フォリオ大泉（大泉町富士1丁目、ショッピングセンター）
- 谷向町営団地（大泉町吉田）
- 西邑楽水質浄化センター（千代田町舞木）
- 赤岩渡船 赤岩渡船場（千代田町赤岩）
- 町営里東団地（千代田町瀬戸井）
- 長良団地（千代田町瀬戸井）
- 千代田町立東小学校（千代田町上五箇）